# Бургсдорф, Фридрих Август Людвиг фон
Фри́дрих А́вгуст Лю́двиг фон Бу́ргсдорф (нем. Friedrich August Ludwig von Burgsdorff; 1747—1802) — немецкий лесничий.

## Биография
Фридрих Август Людвиг фон Бургсдорф родился в Лейпциге 23 марта 1747 года. Отец, Готтлиб фон Бургсдорф, был обер-егермейстером Альтенбурга. Первоначально учился во французской армии, однако был вынужден оставить военную карьеру и продолжил обучение лесничеству и охоте в Готе. С 1767 по 1770 путешествовал по Европе, посетил Голландию, Англию и Францию. По возвращении в Германию посещал лекции Иоганна Готтлиба Гледича в Школе лесничества в Берлине. В июне 1773 года Бургсдорф женился на Софии Грюнраде.
В 1777 году Бургсдорф был назначен инспектором лесов Тегеля, также он преподавал лесничество в Берлине.
Жена Бургсдорфа, София, умерла в 1784 году, после рождения восьмого ребёнка. Через полгода он женился на её сестре.
В 1789 году Фридрих Август Людвиг был избран членом Берлинской академии наук. В 1792 году он стал управляющим службы лесничества маркграфство Бранденбург.
Бургфдорф умер 18 июня 1802 года в Берлине.

## Некоторые научные публикации
- Burgsdorff, F.A.L. (1783—1787). Versuch vorzüglichen Holzarten. 2 vols.
- Burgsdorff, F.A.L. (1787). Anleitung zur sicheren Erziehung Holzarten. 2 vols.

## Роды, названные в честь Ф. А. Л. Бургсдорфа
- Burgsdorfia Moench, 1794 [= Sideritis L., 1753]